# Georg Caspar Wecker
Georg Caspar Wecker (Nuremberg, 2 d'abril de 1632 - Nuremberg, 20 d'abril de 1695) fou un músic alemany.
Dedicat des de la seva joventut a l'estudi de l'orgue, sota la direcció d'Erasme Kindermann, i mestre a la vegada de Nikolaus Deinl, Christian Friedrich Witt, Krieger i Pachelbel, gaudí d'una reputació d'insuperable executant. Fou organista de Sant Egidi i de Sant Sebald de Nuremberg.
Malgrat que degué compondre un gran nombre d'obres per a orgue, només se'n conserven d'ell una fuga inclosa per Ritter en la seva Geschichte der Orgelspiel i 18 geislitche Konzerte mit 2-4 Vokalstimmem und 5 Instrumenten ad lib, auf die Festtage des ganzen Jahres (1695).